# Storlidengruvan
Storlidengruvan, är en numera nedlagd sulfidmalmsgruva i Skelleftefältet vid byn Lainejaur strax norr om Malå i Västerbottens län. Koncessionen tillhörde gruvbolaget North Atlantic Natural Resources (NAN), men brytningen sköttes av Boliden AB under åren 2001-2008. Sedan 2005 ägs gruvan av Lundin Mining och efterbehandlingen sköts i Zinkgruvans regi.